# 2005 en fantasy
| Années de la fantasy : 2002 - 2003 - 2004 - 2005 - 2006 - 2007 - 2008    |
| Décennies de la fantasy : 1970 - 1980 - 1990 - 2000 - 2010 - 2020 - 2030 |

L'année 2005 a été marquée, en matière de fantasy, par les événements suivants.

## Prix

### Prix World Fantasy
- Meilleur roman : Jonathan Strange et Mr Norrell (Jonathan Strange & Mr Norrell) par Susanna Clarke
- Meilleur roman court : The Growlimb par Michael Shea
- Meilleure nouvelle : Singing My Sister Down par Margo Lanagan
- Meilleur recueil : Black Juice par Margo Lanagan
- Meilleure anthologie : Acquainted With The Night par Barbara Roden et Christopher Roden et Dark Matter : Reading The Bones par Sheree R. Thomas (ex æquo)
- Grands maîtres : Tom Doherty et Carol Emshwiller

## Romans - Recueils de nouvelles ou anthologies - Nouvelles
- L'Aîné, deuxième tome du cycle de L'Héritage de Christopher Paolini
- Alégracia et le Serpent d'Argent, premier roman de la trilogie Alégracia, écrite par Dominic Bellavance
- La Chaîne de flammes, neuvième roman du cycle de L'Épée de vérité de Terry Goodkind
- La Chasse sacrée (The Hallowed Hunt), troisième et dernier tome du cycle de Chalion, écrit par Lois McMaster Bujold
- Chroniques des temps obscurs, premier roman publié d'une série de romans pour la jeunesse écrite par Michelle Paver
- Cœur de Loki, deuxième tome de la série littéraire L’Agent des ombres de Michel Robert
- Le Dernier Orc (L'ultimo orco), roman de Silvana De Mari
- L'Enjomineur : 1793, roman de Pierre Bordage
- Les Faucons de la nuit, premier tome de la trilogie La Guerre des ténèbres, série de fantasy écrite par Raymond Elias Feist
- A Feast for Crows, quatrième roman de la saga Le Trône de fer, écrite par George R. R. Martin
- Harry Potter et le Prince de sang-mêlé (Harry Potter and the Half-Blood Prince), sixième tome de la série littéraire concernant Harry Potter, créée par J. K. Rowling
- Reine de Mémoire, premier tome d'un cycle d'uchronie de fantasy écrit par Élisabeth Vonarburg
- Le Talisman du pouvoir (Il talismano del potere), roman de Licia Troisi
- Where's My Cow?, livre de Terry Pratchett

## Films ou téléfilms
- Harry Potter et la Coupe de feu (Harry Potter and the Goblet of Fire), film anglo-américain de Mike Newell

## Bandes dessinées, dessins animés, mangas
- 21 février : début de la diffusion d'Avatar, le dernier maître de l'air sur Nickelodeon aux États-Unis (27 août 2005 en France et 28 août 2006 au Québec)